# Домбровский, Виктор Александрович
Виктор Александрович Домбровский (18 ноября 1939, Хабаровск — 15 февраля 2014) — советский и украинский писатель, поэт.

## Биография
Родился 18 ноября 1939 года в Хабаровске в семье военнослужащего. По окончании 8 классов окончил ремесленное училище, получив специальность кузнеца. Работал на 202-м судоремонтном заводе во Владивостоке. Увлёкся телевидением, получил специальность кинооператора-документалиста. Учился на курсах в Москве, Руководил любительской народной киностудией, иллюстрировал книги и путеводители. Последние годы жил в Симферополе (Крым).
Сотрудничал с изданиями «Красное знамя» (Владивосток), «Находкинский рабочий» (Находка), «Ворошиловградская правда» (г. Луганск), «Приазовский рабочий» (г. Жданов), «Советский Крым» (Ялта), «Известия» (Москва), «Советская культура», журнал «Ранок» (Киев), «Литературный детский мир», «Брега Тавриды», «Литературный Крым», снимал авторские документальные фильмы. Автор нескольких фантастических произведений, объединённых темой экологической опасности для современности и мира будущего.
Кроме фантастики Виктор Домбровский написал немало детских сказок, объединённых в цикл «Дедушкины сказки и необычные истории», а также исторический роман «Не поле перейти», повесть для детей «Космический друг» и «Крымские приключения Славы и Андрея» (2005 г.). В этом же году закончил работу над романом «Крымская ловушка». Он, как и предыдущий, посвящен экологическим проблемам («Возмездие 2058», Симферополь, «Таврия», 194 стр.). Принял участие в коллективном сборнике для детей «Крымские чудеса» (Симферополь, «Таврида», 232 стр.).